# Oliver H. Prince

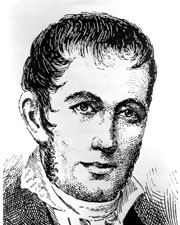
Oliver H. Prince

Oliver Hillhouse Prince (* 1787 in Montville, Connecticut; † 9. Oktober 1837 vor Cape Hatteras, North Carolina) war ein US-amerikanischer Politiker (Demokratische Partei), der den Bundesstaat Georgia im US-Senat vertrat.
Nachdem er seine ersten Lebensjahre in Connecticut verbracht und dort seine Schulausbildung erhalten hatte, zog Oliver Prince 1796 mit seinen Eltern nach Georgia, wo sich die Familie in der Stadt Washington ansiedelte. Er arbeitete dort in der Zeitungsbranche und studierte später die Rechtswissenschaften, woraufhin er 1806 in die Anwaltskammer aufgenommen wurde und als Jurist zu praktizieren begann. 1823 gehörte er einer Kommission zur Begründung der Stadt Macon an, auf deren Gelände sich zuvor das Fort Benjamin Hawkins befunden hatte.
Im Jahr 1824 begann seine politische Laufbahn mit der Mitgliedschaft im Senat von Georgia. Am 7. November 1828 zog Prince dann in den US-Senat in Washington ein, wo er nach erfolgreicher Wahl den Platz des zurückgetretenen Thomas W. Cobb einnahm. Seine Amtszeit endete am 3. März 1829. In der Folge betätigte er sich als Autor, stand der ersten Eisenbahnkonferenz in Georgia als Präsident vor und gehörte zu den ersten Aktionären und Direktoren der Georgia Railroad. Ab 1830 praktizierte er nicht mehr als Anwalt, um stattdessen Redakteur des Georgia Journal zu werden; 1835 legte er diesen Posten nieder und setzte sich in Athens zur Ruhe.
Oliver Prince kam am 9. Oktober 1837 an Bord des Postschiffes SS Home ums Leben, das vor der Küste von New Jersey auf eine Sandbank lief und in beschädigtem Zustand auf dem Weg nach Charleston vor Cape Hatteras in einen Hurrikan geriet. Noch bevor Rettungsmaßnahmen eingeleitet werden konnten, wurde das Schiff von der Brandung in Stücke gerissen. Der Leichnam von Prince, der gemeinsam mit 89 anderen Mitreisenden starb, konnte niemals geborgen werden.